# UEFA Europa League 2017-2018 (fase a gironi)
La fase a gironi della UEFA Europa League 2017–2018 si è disputata tra il 14 settembre e il 7 dicembre 2017. Hanno partecipato a questa fase della competizione 48 club: 24 di essi si sono qualificati alla successiva fase a eliminazione diretta, composta da 32 squadre, che conduce alla finale di Lione.

## Date
| Fase          | Turno            | Sorteggio                               | Data              |
| ------------- | ---------------- | --------------------------------------- | ----------------- |
| Fase a gironi | Prima giornata   | 25 agosto 2017, ore 13:00 CEST (Monaco) | 14 settembre 2017 |
| Fase a gironi | Seconda giornata | 25 agosto 2017, ore 13:00 CEST (Monaco) | 28 settembre 2017 |
| Fase a gironi | Terza giornata   | 25 agosto 2017, ore 13:00 CEST (Monaco) | 19 ottobre 2017   |
| Fase a gironi | Quarta giornata  | 25 agosto 2017, ore 13:00 CEST (Monaco) | 2 novembre 2017   |
| Fase a gironi | Quinta giornata  | 25 agosto 2017, ore 13:00 CEST (Monaco) | 23 novembre 2017  |
| Fase a gironi | Sesta giornata   | 25 agosto 2017, ore 13:00 CEST (Monaco) | 7 dicembre 2017   |

## Squadre
| Legenda                                                                       |
| ----------------------------------------------------------------------------- |
| I club primi e secondi classificati avanzano alla fase a eliminazione diretta |
| I club terzi e quarti classificati sono eliminati                             |

| Squadre               | Coeff   |
| --------------------- | ------- |
| Arsenal               | 105.192 |
| Zenit San Pietroburgo | 87.106  |
| Olympique Lione       | 68.833  |
| Dinamo Kiev           | 67.526  |
| Villarreal            | 64.999  |
| Athletic Bilbao       | 60.999  |
| Lazio                 | 56.666  |
| Milan                 | 47.666  |
| Viktoria Plzeň        | 40.635  |
| Salisburgo            | 40.570  |
| Copenaghen            | 37.800  |
| Braga                 | 37.366  |

| Squadre             | Coeff  |
| ------------------- | ------ |
| FCSB                | 35.370 |
| Ludogorec           | 34.175 |
| BATĖ Borisov        | 29.475 |
| Everton             | 29.192 |
| Young Boys          | 28.915 |
| Olympique Marsiglia | 28.333 |
| Real Sociedad       | 27.499 |
| Maccabi Tel Aviv    | 23.375 |
| Lokomotiv Mosca     | 20.606 |
| Austria Vienna      | 17.070 |
| Hertha Berlino      | 16.899 |
| Nizza               | 16.833 |

| Squadre            | Coeff  |
| ------------------ | ------ |
| Astana             | 16.800 |
| Partizan           | 16.075 |
| Colonia            | 15.899 |
| Hoffenheim         | 15.899 |
| Rijeka             | 15.550 |
| Vitória Guimarães  | 14.866 |
| Atalanta           | 14.666 |
| Zulte Waregem      | 14.480 |
| Zorja              | 13.526 |
| Rosenborg          | 12.665 |
| Sheriff Tiraspol   | 11.150 |
| Hapoel Be'er Sheva | 10.875 |

| Squadre             | Coeff  |
| ------------------- | ------ |
| Apollōn Limassol    | 10.710 |
| İstanbul Başakşehir | 10.340 |
| Konyaspor           | 9.840  |
| Vitesse             | 9.212  |
| Slavia Praga        | 8.135  |
| Stella Rossa        | 7.325  |
| Skënderbeu          | 6.825  |
| Trinity Zlín        | 6.635  |
| AEK Atene           | 6.580  |
| Lugano              | 6.415  |
| Vardar              | 5.125  |
| Östersund           | 3.945  |

## Sorteggio
| Gruppo | 1ª fascia             | 2ª fascia           | 3ª fascia          | 4ª fascia           |
| ------ | --------------------- | ------------------- | ------------------ | ------------------- |
| A      | Villarreal            | Maccabi Tel Aviv    | Astana             | Slavia Praga        |
| B      | Dinamo Kiev           | Young Boys          | Partizan           | Skënderbeu          |
| C      | Braga                 | Ludogorec           | Hoffenheim         | İstanbul Başakşehir |
| D      | Milan                 | Austria Vienna      | Rijeka             | AEK Atene           |
| E      | Olympique Lione       | Everton             | Atalanta           | Apollōn Limassol    |
| F      | Copenaghen            | Lokomotiv Mosca     | Sheriff Tiraspol   | Trinity Zlín        |
| G      | Viktoria Plzeň        | FCSB                | Hapoel Be'er Sheva | Lugano              |
| H      | Arsenal               | BATĖ Borisov        | Colonia            | Stella Rossa        |
| I      | Salisburgo            | Olympique Marsiglia | Vitória Guimarães  | Konyaspor           |
| J      | Athletic Bilbao       | Hertha Berlino      | Zorja              | Östersund           |
| K      | Lazio                 | Nizza               | Zulte Waregem      | Vitesse             |
| L      | Zenit San Pietroburgo | Real Sociedad       | Rosenborg          | Vardar              |

## Risultati

### Gruppo A
| Pos | Squadra          | G | V | N | P | GF | GS | DG | Pt | Qualificazione                                   |  | VIL | AST | SLA | MAC |
| --- | ---------------- | - | - | - | - | -- | -- | -- | -- | ------------------------------------------------ |  | --- | --- | --- | --- |
| 1   | Villarreal       | 6 | 3 | 2 | 1 | 10 | 6  | +4 | 11 | Qualificazione ai sedicesimi di finale della UEL |  | —   | 3–1 | 2–2 | 0–1 |
| 2   | Astana           | 6 | 3 | 1 | 2 | 10 | 7  | +3 | 10 | Qualificazione ai sedicesimi di finale della UEL |  | 2–3 | —   | 1–1 | 4–0 |
| 3   | Slavia Praga     | 6 | 2 | 2 | 2 | 6  | 6  | 0  | 8  |                                                  |  | 0–2 | 0–1 | —   | 1–0 |
| 4   | Maccabi Tel Aviv | 6 | 1 | 1 | 4 | 1  | 8  | −7 | 4  |                                                  |  | 0–0 | 0–1 | 0–2 | —   |

| Arbitro: | Robert Schörgenhofer |

|           |           |  |
| Necid 12’ | Marcatori |  |

| Arbitro: | Srdjan Jovanović |

|                                     |           |                |
| Sansone 16’ Bakambu 75’ Čeryšev 77’ | Marcatori | 68’ Logvïnenko |

| Arbitro: | Andreas Ekberg |

|             |           |                    |
| Tomasov 42’ | Marcatori | 18’ Ngadeu-Ngadjui |

| Netanya 28 settembre 2017, ore 21:05 CEST 2ª giornata | Maccabi Tel Aviv | 0 – 0 referto | Villarreal | Netanya Municipal Stadium (11 865 spett.)\| Arbitro: \| Craig Pawson \| |
| Arbitro:                                              | Craig Pawson     |               |            |                                                                         |

| Arbitro: | Serhij Bojko |

|                                            |           |  |
| Twumasi 33’ (rig.), 42’ Kabananga 47’, 52’ | Marcatori |  |

| Arbitro: | Svein Oddvar Moen |

|                         |           |                     |
| Trigueros 41’ Bacca 44’ | Marcatori | 18’ Necid 30’ Danny |

| Arbitro: | Paweł Raczkowski |

|  |           |             |
|  | Marcatori | 57’ Twumasi |

| Arbitro: | Bobby Madden |

|  |           |                           |
|  | Marcatori | 15’ Bacca 89’ (aut.) Deli |

| Arbitro: | Gediminas Mažeika |

|                           |           |                           |
| Kabananga 22’ Twumasi 88’ | Marcatori | 39’ Raba 65’, 83’ Bakambu |

| Arbitro: | István Kovács |

|  |           |                     |
|  | Marcatori | 45+1’, 54’ Hušbauer |

| Arbitro: | Davide Massa |

|  |           |            |
|  | Marcatori | 38’ Aničić |

| Arbitro: | Mads-Kristoffer Kristoffersen |

|  |           |              |
|  | Marcatori | 60’ Blackman |

### Gruppo B
| Pos | Squadra     | G | V | N | P | GF | GS | DG | Pt | Qualificazione                                   |  | DIN | PAR | YOU | SKE |
| --- | ----------- | - | - | - | - | -- | -- | -- | -- | ------------------------------------------------ |  | --- | --- | --- | --- |
| 1   | Dinamo Kiev | 6 | 4 | 1 | 1 | 15 | 9  | +6 | 13 | Qualificazione ai sedicesimi di finale della UEL |  | —   | 4–1 | 2–2 | 3–1 |
| 2   | Partizan    | 6 | 2 | 2 | 2 | 8  | 9  | −1 | 8  | Qualificazione ai sedicesimi di finale della UEL |  | 2–3 | —   | 2–1 | 2–0 |
| 3   | Young Boys  | 6 | 1 | 3 | 2 | 7  | 8  | −1 | 6  |                                                  |  | 0–1 | 1–1 | —   | 2–1 |
| 4   | Skënderbeu  | 6 | 1 | 2 | 3 | 6  | 10 | −4 | 5  |                                                  |  | 3–2 | 0–0 | 1–1 | —   |

| Arbitro: | Bart Vertenten |

|                                                   |           |            |
| Sydorčuk 47’ Júnior Moraes 49’ Mbokani 65’ (rig.) | Marcatori | 39’ Muzaka |

| Arbitro: | István Kovács |

|               |           |              |
| Fassnacht 14’ | Marcatori | 11’ Janković |

| Arbitro: | Svein Oddvar Moen |

|                          |           |                                               |
| Ožegović 34’ Tawamba 42’ | Marcatori | 54’ (rig.), 84’ Júnior Moraes 68’ Bujal's'kij |

| Arbitro: | Kevin Blom |

|          |           |            |
| Sowe 65’ | Marcatori | 72’ Assalé |

| Arbitro: | Mattias Gestranius |

|                          |           |                 |
| Mbokani 34’ Morozjuk 49’ | Marcatori | 17’, 40’ Assalé |

| Elbasan 19 ottobre 2017, ore 21:05 CEST 3ª giornata | Skënderbeu       | 0 – 0 referto | Partizan | Elbasan Arena (6 300 spett.)\| Arbitro: \| Daniel Stefański \| |
| Arbitro:                                            | Daniel Stefański |               |          |                                                                |

| Arbitro: | Carlos del Cerro |

|                       |           |  |
| Tošić 39’ Tawamba 66’ | Marcatori |  |

| Arbitro: | Tony Chapron |

|  |           |                 |
|  | Marcatori | 70’ Bujal's'kij |

| Arbitro: | Tamás Bognár |

|                          |           |              |
| Tawamba 12’ Ožegović 53’ | Marcatori | 25’ Ngamaleu |

| Arbitro: | Oliver Drachta |

|                                |           |                          |
| Lilaj 18’ Adeniyi 52’ Sowe 56’ | Marcatori | 16’ Cyhankov 90+1’ Rusyn |

| Arbitro: | Paweł Gil |

|                                                |           |                       |
| Morozjuk 6’ Júnior Moraes 28’, 31’, 77’ (rig.) | Marcatori | 45+4’ (rig.) Jevtović |

| Arbitro: | Lee Evans |

|                         |           |             |
| Hoarau 55’ Assalé 90+5’ | Marcatori | 51’ Gavazaj |

### Gruppo C
| Pos | Squadra             | G | V | N | P | GF | GS | DG | Pt | Qualificazione                                   |  | BRA | LUD | IST | HOF |
| --- | ------------------- | - | - | - | - | -- | -- | -- | -- | ------------------------------------------------ |  | --- | --- | --- | --- |
| 1   | Braga               | 6 | 3 | 1 | 2 | 9  | 8  | +1 | 10 | Qualificazione ai sedicesimi di finale della UEL |  | —   | 0–2 | 2–1 | 3–1 |
| 2   | Ludogorec           | 6 | 2 | 3 | 1 | 7  | 5  | +2 | 9  | Qualificazione ai sedicesimi di finale della UEL |  | 1–1 | —   | 1–2 | 2–1 |
| 3   | İstanbul Başakşehir | 6 | 2 | 2 | 2 | 7  | 8  | −1 | 8  |                                                  |  | 2–1 | 0–0 | —   | 1–1 |
| 4   | Hoffenheim          | 6 | 1 | 2 | 3 | 8  | 10 | −2 | 5  |                                                  |  | 1–2 | 1–1 | 3–1 | —   |

| Arbitro: | Bobby Madden |

|            |           |                                   |
| Wagner 24’ | Marcatori | 45+1’ João Carlos 50’ Dyego Sousa |

| Istanbul 14 settembre 2017, ore 19:00 CEST 1ª giornata | İstanbul Başakşehir | 0 – 0 referto | Ludogorec | Başakşehir Fatih Terim Stadyumu (6 804 spett.)\| Arbitro: \| Stefan Johannesson \| |
| Arbitro:                                               | Stefan Johannesson  |               |           |                                                                                    |

| Arbitro: | Matej Jug |

|                           |           |          |
| Hassan 26’ Fransérgio 89’ | Marcatori | 28’ Emre |

| Arbitro: | Paweł Raczkowski |

|                       |           |              |
| Djakov 46’ Lukoki 72’ | Marcatori | 2’ Kadeřábek |

| Arbitro: | Davide Massa |

|  |           |                                |
|  | Marcatori | 25’ Moți 56’ (aut.) Raúl Silva |

| Arbitro: | Aleksej Es'kov |

|                                 |           |                 |
| Hübner 52’ Amiri 59’ Schulz 75’ | Marcatori | 90+3’ Napoleoni |

| Arbitro: | Harald Lechner |

|             |           |                |
| Višća 90+3’ | Marcatori | 47’ Grillitsch |

| Arbitro: | Vladislav Bezborodov |

|                |           |                |
| Marcelinho 68’ | Marcatori | 83’ Fransérgio |

| Arbitro: | Andre Marriner |

|                                         |           |         |
| Marcelo Goiano 1’ Fransérgio 81’, 90+3’ | Marcatori | 74’ Uth |

| Arbitro: | Miroslav Zelinka |

|                |           |                    |
| Marcelinho 65’ | Marcatori | 20’ Višća 27’ Frei |

| Arbitro: | Orel Grinfeeld |

|          |           |               |
| Ochs 25’ | Marcatori | 62’ Wanderson |

| Arbitro: | John Beaton |

|                           |           |                |
| Višća 10’ Emre 77’ (rig.) | Marcatori | 55’ Raúl Silva |

### Gruppo D
| Pos | Squadra        | G | V | N | P | GF | GS | DG | Pt | Qualificazione                                   |  | MIL | AEK | RIJ | AUS |
| --- | -------------- | - | - | - | - | -- | -- | -- | -- | ------------------------------------------------ |  | --- | --- | --- | --- |
| 1   | Milan          | 6 | 3 | 2 | 1 | 13 | 6  | +7 | 11 | Qualificazione ai sedicesimi di finale della UEL |  | —   | 0–0 | 3–2 | 5–1 |
| 2   | AEK Atene      | 6 | 1 | 5 | 0 | 6  | 5  | +1 | 8  | Qualificazione ai sedicesimi di finale della UEL |  | 0–0 | —   | 2–2 | 2–2 |
| 3   | Rijeka         | 6 | 2 | 1 | 3 | 11 | 12 | −1 | 7  |                                                  |  | 2–0 | 1–2 | —   | 1–4 |
| 4   | Austria Vienna | 6 | 1 | 2 | 3 | 9  | 16 | −7 | 5  |                                                  |  | 1–5 | 0–0 | 1–3 | —   |

| Arbitro: | Serdar Gözübüyük |

|              |           |                                                  |
| Borković 47’ | Marcatori | 7’ Çalhanoğlu 10’, 20’, 56’ André Silva 63’ Suso |

| Arbitro: | John Beaton |

|          |           |                                     |
| Elez 29’ | Marcatori | 16’ Mantalos 62’ Christodoulopoulos |

| Arbitro: | Paweł Gil |

|                 |           |                           |
| Livaja 28’, 90’ | Marcatori | 43’ Monschein 49’ Tajouri |

| Arbitro: | Orel Grinfeeld |

|                                             |           |                            |
| André Silva 14’ Musacchio 53’ Cutrone 90+4’ | Marcatori | 84’ Acosty 90’ (rig.) Elez |

| Arbitro: | Sandro Schärer |

|                    |           |                                  |
| Friesenbichler 90’ | Marcatori | 21’, 31’ Gavranović 90+2’ Kvržić |

| Milano 19 ottobre 2017, ore 21:05 CEST 3ª giornata | Milan          | 0 – 0 referto | AEK Atene | Stadio San Siro (20 812 spett.)\| Arbitro: \| Andreas Ekberg \| |
| Arbitro:                                           | Andreas Ekberg |               |           |                                                                 |

| Amarousio 2 novembre 2017, ore 19:00 CET 4ª giornata | AEK Atene       | 0 – 0 referto | Milan | OAKA Spiros Louīs (40 538 spett.)\| Arbitro: \| Manuel de Sousa \| |
| Arbitro:                                             | Manuel de Sousa |               |       |                                                                    |

| Arbitro: | Jakob Kehlet |

|             |           |                                           |
| Pavičić 61’ | Marcatori | 41’, 62’ Prokop 73’ Serbest 83’ Monschein |

| Arbitro: | Mattias Gestranius |

|                                     |           |                |
| Araujo 45+2’ Christodoulopoulos 55’ | Marcatori | 8’, 26’ Gorgon |

| Arbitro: | Andris Treimanis |

|                                                       |           |               |
| Rodríguez 27’ André Silva 36’, 70’ Cutrone 42’, 90+3’ | Marcatori | 21’ Monschein |

| Vienna 7 dicembre 2017, ore 19:00 CET 6ª giornata | Austria Vienna | 0 – 0 referto | AEK Atene | Ernst-Happel-Stadion (23 133 spett.)\| Arbitro: \| Craig Pawson \| |
| Arbitro:                                          | Craig Pawson   |               |           |                                                                    |

| Arbitro: | István Vad |

|                          |           |  |
| Puljić 7’ Gavranović 47’ | Marcatori |  |

### Gruppo E
| Pos | Squadra          | G | V | N | P | GF | GS | DG  | Pt | Qualificazione                                   |  | ATA | LIO | EVE | APO |
| --- | ---------------- | - | - | - | - | -- | -- | --- | -- | ------------------------------------------------ |  | --- | --- | --- | --- |
| 1   | Atalanta         | 6 | 4 | 2 | 0 | 14 | 4  | +10 | 14 | Qualificazione ai sedicesimi di finale della UEL |  | —   | 1–0 | 3–0 | 3–1 |
| 2   | Olympique Lione  | 6 | 3 | 2 | 1 | 11 | 4  | +7  | 11 | Qualificazione ai sedicesimi di finale della UEL |  | 1–1 | —   | 3–0 | 4–0 |
| 3   | Everton          | 6 | 1 | 1 | 4 | 7  | 15 | −8  | 4  |                                                  |  | 1–5 | 1–2 | —   | 2–2 |
| 4   | Apollōn Limassol | 6 | 0 | 3 | 3 | 5  | 14 | −9  | 3  |                                                  |  | 1–1 | 1–1 | 0–3 | —   |

| Arbitro: | Miroslav Zelinka |

|                 |           |                  |
| Sardinero 90+3’ | Marcatori | 53’ (rig.) Depay |

| Arbitro: | Vladislav Bezborodov |

|                                      |           |  |
| Masiello 27’ Gómez 41’ Cristante 44’ | Marcatori |  |

| Arbitro: | Tamás Bognár |

|                       |           |                         |
| Rooney 21’ Vlašić 66’ | Marcatori | 12’ Sardinero 88’ Yuste |

| Arbitro: | Daniel Siebert |

|            |           |           |
| Traoré 45’ | Marcatori | 57’ Gómez |

| Arbitro: | Georgi Kabakov |

|                                    |           |              |
| Iličič 12’ Petagna 64’ Freuler 66’ | Marcatori | 59’ Schembri |

| Arbitro: | Bas Nijhuis |

|              |           |                            |
| Williams 69’ | Marcatori | 6’ (rig.) Fekir 75’ Traoré |

| Arbitro: | Andris Treimanis |

|              |           |                   |
| Zelaya 90+4’ | Marcatori | 35’ (rig.) Iličič |

| Arbitro: | Orel Grinfeeld |

|                                |           |  |
| Traoré 68’ Aouar 76’ Depay 88’ | Marcatori |  |

| Arbitro: | Jakob Kehlet |

|             |           |                                                    |
| Ramírez 71’ | Marcatori | 12’, 64’ Cristante 86’ Gosens 88’, 90+4’ Cornelius |

| Arbitro: | Paweł Raczkowski |

|                                             |           |  |
| Diakhaby 29’ Fekir 32’ Díaz 67’ Maolida 90’ | Marcatori |  |

| Arbitro: | Sébastien Delferière |

|  |           |                             |
|  | Marcatori | 21’, 27’ Lookman 87’ Vlašić |

| Arbitro: | Aleksej Es'kov |

|             |           |  |
| Petagna 10’ | Marcatori |  |

### Gruppo F
| Pos | Squadra          | G | V | N | P | GF | GS | DG | Pt | Qualificazione                                   |  | LOK | COP | SHE | ZLI |
| --- | ---------------- | - | - | - | - | -- | -- | -- | -- | ------------------------------------------------ |  | --- | --- | --- | --- |
| 1   | Lokomotiv Mosca  | 6 | 3 | 2 | 1 | 9  | 4  | +5 | 11 | Qualificazione ai sedicesimi di finale della UEL |  | —   | 2–1 | 1–2 | 3–0 |
| 2   | Copenaghen       | 6 | 2 | 3 | 1 | 7  | 3  | +4 | 9  | Qualificazione ai sedicesimi di finale della UEL |  | 0–0 | —   | 2–0 | 3–0 |
| 3   | Sheriff Tiraspol | 6 | 2 | 3 | 1 | 4  | 4  | 0  | 9  |                                                  |  | 1–1 | 0–0 | —   | 1–0 |
| 4   | Trinity Zlín     | 6 | 0 | 2 | 4 | 1  | 10 | −9 | 2  |                                                  |  | 0–2 | 1–1 | 0–0 | —   |

| Copenaghen 14 settembre 2017, ore 19:00 CEST 1ª giornata | Copenaghen    | 0 – 0 referto | Lokomotiv Mosca | Telia Parken (17 285 spett.)\| Arbitro: \| Hüseyin Göçek \| |
| Arbitro:                                                 | Hüseyin Göçek |               |                 |                                                             |

| Olomouc 14 settembre 2017, ore 19:00 CEST 1ª giornata | Fastav Zlín   | 0 – 0 referto | Sheriff Tiraspol | Ander Stadium (4 499 spett.)\| Arbitro: \| Andrew Dallas \| |
| Arbitro:                                              | Andrew Dallas |               |                  |                                                             |

| Arbitro: | Lee Evans |

|                                     |           |  |
| Manuel Fernandes 2’ (rig.), 6’, 17’ | Marcatori |  |

| Tiraspol 28 settembre 2017, ore 21:05 CEST 2ª giornata | Sheriff Tiraspol | 0 – 0 referto | Copenaghen | Stadionul Sheriff (5 070 spett.)\| Arbitro: \| Clayton Pisani \| |
| Arbitro:                                               | Clayton Pisani   |               |            |                                                                  |

| Arbitro: | Oliver Drachta |

|          |           |              |
| Diop 11’ | Marcatori | 19’ Ankersen |

| Arbitro: | István Vad |

|               |           |                  |
| Badibanga 31’ | Marcatori | 17’ An. Mirančuk |

| Arbitro: | Nikola Dabanović |

|                               |           |  |
| Lüftner 40’ Verbič 49’, 90+2’ | Marcatori |  |

| Arbitro: | Sébastien Delferière |

|            |           |                            |
| Farfán 26’ | Marcatori | 41’ Badibanga 58’ Brezovec |

| Arbitro: | Javier Estrada |

|                 |           |            |
| Farfán 17’, 51’ | Marcatori | 31’ Verbič |

| Arbitro: | Ola Hobber Nilsen |

|           |           |  |
| Jairo 11’ | Marcatori |  |

| Arbitro: | Serdar Gözübüyük |

|                          |           |  |
| Sōtīriou 56’ Lüftner 59’ | Marcatori |  |

| Arbitro: | Mete Kalkavan |

|  |           |                             |
|  | Marcatori | 70’ Al. Mirančuk 75’ Farfán |

### Gruppo G
| Pos | Squadra            | G | V | N | P | GF | GS | DG | Pt | Qualificazione                                   |  | VIK | FCS | LUG | HAP |
| --- | ------------------ | - | - | - | - | -- | -- | -- | -- | ------------------------------------------------ |  | --- | --- | --- | --- |
| 1   | Viktoria Plzeň     | 6 | 4 | 0 | 2 | 13 | 8  | +5 | 12 | Qualificazione ai sedicesimi di finale della UEL |  | —   | 2–0 | 4–1 | 3–1 |
| 2   | FCSB               | 6 | 3 | 1 | 2 | 9  | 7  | +2 | 10 | Qualificazione ai sedicesimi di finale della UEL |  | 3–0 | —   | 1–2 | 1–1 |
| 3   | Lugano             | 6 | 3 | 0 | 3 | 9  | 11 | −2 | 9  |                                                  |  | 3–2 | 1–2 | —   | 1–0 |
| 4   | Hapoel Be'er Sheva | 6 | 1 | 1 | 4 | 5  | 10 | −5 | 4  |                                                  |  | 0–2 | 1–2 | 2–1 | —   |

| Arbitro: | Andris Treimanis |

|                                    |           |  |
| Budescu 21’ (rig.), 44’ Alibec 72’ | Marcatori |  |

| Arbitro: | Tony Chapron |

|                                |           |                   |
| Einbinder 2’ Tzedek 60’ (rig.) | Marcatori | 67’ (aut.) Tzedek |

| Arbitro: | Serhij Bojko |

|             |           |                               |
| Bottani 14’ | Marcatori | 58’ Budescu 64’ Júnior Morais |

| Arbitro: | István Vad |

|                                  |           |              |
| Petržela 29’ Kopic 76’ Bakoš 89’ | Marcatori | 69’ Nwakaeme |

| Arbitro: | Kevin Blom |

|            |           |                  |
| Cuenca 87’ | Marcatori | 70’, 75’ Gnohéré |

| Arbitro: | Srdjan Jovanović |

|                                             |           |                        |
| Bottani 63’ Carlinhos Junior 69’ Gerndt 88’ | Marcatori | 76’ Krmenčík 90’ Bakoš |

| Arbitro: | Halis Özkahya |

|           |           |           |
| Coman 31’ | Marcatori | 37’ Sahar |

| Arbitro: | Jonathan Lardot |

|                                        |           |             |
| Krmenčík 4’, 19’ Hořava 45’ Čermák 56’ | Marcatori | 15’ Mariani |

| Arbitro: | Harald Lechner |

|                      |           |  |
| Carlinhos Junior 50’ | Marcatori |  |

| Arbitro: | Ivan Bebek |

|                        |           |  |
| Petržela 49’ Kopic 76’ | Marcatori |  |

| Arbitro: | Nikola Dabanović |

|             |           |                       |
| Gnohéré 60’ | Marcatori | 3’ Daprelà 32’ Vécsei |

| Arbitro: | Aleksandar Stavrev |

|  |           |                      |
|  | Marcatori | 28’ Hejda 83’ Hořava |

### Gruppo H
| Pos | Squadra      | G | V | N | P | GF | GS | DG  | Pt | Qualificazione                                   |  | ARS | STE | COL | BAT |
| --- | ------------ | - | - | - | - | -- | -- | --- | -- | ------------------------------------------------ |  | --- | --- | --- | --- |
| 1   | Arsenal      | 6 | 4 | 1 | 1 | 14 | 4  | +10 | 13 | Qualificazione ai sedicesimi di finale della UEL |  | —   | 0–0 | 3–1 | 6–0 |
| 2   | Stella Rossa | 6 | 2 | 3 | 1 | 3  | 2  | +1  | 9  | Qualificazione ai sedicesimi di finale della UEL |  | 0–1 | —   | 1–0 | 1–1 |
| 3   | Colonia      | 6 | 2 | 0 | 4 | 7  | 8  | −1  | 6  |                                                  |  | 1–0 | 0–1 | —   | 5–2 |
| 4   | BATĖ Borisov | 6 | 1 | 2 | 3 | 6  | 16 | −10 | 5  |                                                  |  | 2–4 | 0–0 | 1–0 | —   |

| Arbitro: | Jevhen Aranovs'kyj |

|              |           |              |
| Radonjić 54’ | Marcatori | 72’ Sihnevič |

| Arbitro: | Javier Estrada |

|                                        |           |            |
| Kolašinac 49’ Sánchez 67’ Bellerín 82’ | Marcatori | 9’ Córdoba |

| Arbitro: | Daniel Stefański |

|                            |           |                                               |
| Ivanić 28’ Hardzjajčuk 67’ | Marcatori | 9’, 22’ Walcott 25’ Holding 49’ (rig.) Giroud |

| Arbitro: | Bas Nijhuis |

|  |           |            |
|  | Marcatori | 30’ Boakye |

| Arbitro: | Hüseyin Göçek |

|          |           |  |
| Ryas 55’ | Marcatori |  |

| Arbitro: | Benoît Bastien |

|  |           |            |
|  | Marcatori | 85’ Giroud |

| Londra 2 novembre 2017, ore 21:05 CET 4ª giornata | Arsenal    | 0 – 0 referto | Stella Rossa | Arsenal Stadium (58 285 spett.)\| Arbitro: \| Luca Banti \| |
| Arbitro:                                          | Luca Banti |               |              |                                                             |

| Arbitro: | Aleksandar Stavrev |

|                                                  |           |                            |
| Zoller 16’ Ōsako 54’, 82’ Guirassy 63’ Jojić 90’ | Marcatori | 31’ Milunović 33’ Sihnevič |

| Barysaŭ 23 novembre 2017, ore 19:00 CET 5ª giornata | BATĖ Borisov      | 0 – 0 referto | Stella Rossa | Borisov-Arena (12 000 spett.)\| Arbitro: \| Svein Oddvar Moen \| |
| Arbitro:                                            | Svein Oddvar Moen |               |              |                                                                  |

| Arbitro: | Vladislav Bezborodov |

|                     |           |  |
| Guirassy 62’ (rig.) | Marcatori |  |

| Arbitro: | Robert Schörgenhofer |

|                                                                                       |           |  |
| Debuchy 11’ Walcott 37’ Wilshere 43’ Paljakoŭ 51’ (aut.) Giroud 64’ (rig.) Elneny 74’ | Marcatori |  |

| Arbitro: | Bobby Madden |

|           |           |  |
| Srnić 22’ | Marcatori |  |

### Gruppo I
| Pos | Squadra             | G | V | N | P | GF | GS | DG | Pt | Qualificazione                                   |  | SAL | MAR | KON | VIT |
| --- | ------------------- | - | - | - | - | -- | -- | -- | -- | ------------------------------------------------ |  | --- | --- | --- | --- |
| 1   | Salisburgo          | 6 | 3 | 3 | 0 | 7  | 1  | +6 | 12 | Qualificazione ai sedicesimi di finale della UEL |  | —   | 1–0 | 0–0 | 3–0 |
| 2   | Olympique Marsiglia | 6 | 2 | 2 | 2 | 4  | 4  | 0  | 8  | Qualificazione ai sedicesimi di finale della UEL |  | 0–0 | —   | 1–0 | 2–1 |
| 3   | Konyaspor           | 6 | 1 | 3 | 2 | 4  | 6  | −2 | 6  |                                                  |  | 0–2 | 1–1 | —   | 2–1 |
| 4   | Vitória Guimarães   | 6 | 1 | 2 | 3 | 5  | 9  | −4 | 5  |                                                  |  | 1–1 | 1–0 | 1–1 | —   |

| Arbitro: | Gediminas Mažeika |

|          |           |  |
| Rami 48’ | Marcatori |  |

| Arbitro: | Aliyar Aghayev |

|            |           |             |
| Pedrão 25’ | Marcatori | 45’ Berisha |

| Arbitro: | Aleksandar Stavrev |

|                        |           |             |
| Araz 24’ Milošević 48’ | Marcatori | 74’ Hurtado |

| Arbitro: | Ivan Bebek |

|            |           |  |
| Dabour 73’ | Marcatori |  |

| Arbitro: | Craig Pawson |

|  |           |                           |
|  | Marcatori | 5’ Gulbrandsen 80’ Dabour |

| Arbitro: | Stefan Johannesson |

|                       |           |                    |
| Ocampos 28’ Lopez 76’ | Marcatori | 17’ Rafael Martins |

| Wals-Siezenheim 2 novembre 2017, ore 21:05 CET 4ª giornata | Salisburgo      | 0 – 0 referto | Konyaspor | Stadion Salzburg (8 773 spett.)\| Arbitro: \| Paolo Mazzoleni \| |
| Arbitro:                                                   | Paolo Mazzoleni |               |           |                                                                  |

| Arbitro: | Tamás Bognár |

|             |           |  |
| Hurtado 80’ | Marcatori |  |

| Arbitro: | Sergej Karasëv |

|                   |           |                   |
| Skubic 82’ (rig.) | Marcatori | 90+3’ (aut.) Moke |

| Arbitro: | Andrew Dallas |

|                                  |           |  |
| Dabour 26’ Ulmer 45+1’ Hwang 67’ | Marcatori |  |

| Marsiglia 7 dicembre 2017, ore 21:05 CET 6ª giornata | Olympique Marsiglia | 0 – 0 referto | Salisburgo | Stade Vélodrome (23 865 spett.)\| Arbitro: \| Aljaksej Kul'bakoŭ \| |
| Arbitro:                                             | Aljaksej Kul'bakoŭ  |               |            |                                                                     |

| Arbitro: | Daniel Siebert |

|                      |           |              |
| Ali Turan 77’ (aut.) | Marcatori | 15’ Bourabia |

### Gruppo J
| Pos | Squadra         | G | V | N | P | GF | GS | DG | Pt | Qualificazione                                   |  | ATH | OST | ZOR | HER |
| --- | --------------- | - | - | - | - | -- | -- | -- | -- | ------------------------------------------------ |  | --- | --- | --- | --- |
| 1   | Athletic Bilbao | 6 | 3 | 2 | 1 | 8  | 5  | +3 | 11 | Qualificazione ai sedicesimi di finale della UEL |  | —   | 1–0 | 0–1 | 3–2 |
| 2   | Östersund       | 6 | 3 | 2 | 1 | 8  | 4  | +4 | 11 | Qualificazione ai sedicesimi di finale della UEL |  | 2–2 | —   | 2–0 | 1–0 |
| 3   | Zorja           | 6 | 2 | 0 | 4 | 3  | 9  | −6 | 6  |                                                  |  | 0–2 | 0–2 | —   | 2–1 |
| 4   | Hertha Berlino  | 6 | 1 | 2 | 3 | 6  | 7  | −1 | 5  |                                                  |  | 0–0 | 1–1 | 2–0 | —   |

| Berlino 14 settembre 2017, ore 21:05 CEST 1ª giornata | Hertha Berlino | 0 – 0 referto | Athletic Bilbao | Olympiastadion (28 832 spett.)\| Arbitro: \| Ivan Kružliak \| |
| Arbitro:                                              | Ivan Kružliak  |               |                 |                                                               |

| Arbitro: | Stephan Klossner |

|  |           |                        |
|  | Marcatori | 50’ Ghoddos 90+4’ Gero |

| Arbitro: | Halis Özkahya |

|  |           |              |
|  | Marcatori | 26’ Charatin |

| Arbitro: | Luca Banti |

|                  |           |  |
| Nouri 22’ (rig.) | Marcatori |  |

| Arbitro: | István Kovács |

|                      |           |                         |
| Gero 52’ Edwards 64’ | Marcatori | 14’ Aduriz 89’ Williams |

| Arbitro: | Liran Liany |

|                      |           |           |
| Silas 42’ Svatok 79’ | Marcatori | 56’ Selke |

| Arbitro: | Paweł Gil |

|            |           |  |
| Aduriz 70’ | Marcatori |  |

| Arbitro: | John Beaton |

|                |           |  |
| Selke 16’, 73’ | Marcatori |  |

| Arbitro: | Paolo Tagliavento |

|                                            |           |                      |
| Aduriz 35’ (rig.), 66’ (rig.) Williams 82’ | Marcatori | 26’ Leckie 36’ Selke |

| Arbitro: | Kevin Blom |

|                                  |           |  |
| Hrečyškin 40’ (aut.) Ghoddos 77’ | Marcatori |  |

| Arbitro: | Tiago Martins |

|             |           |                      |
| Pekarík 61’ | Marcatori | 58’ Papagiannopoulos |

| Arbitro: | Ruddy Buquet |

|  |           |                            |
|  | Marcatori | 70’ Aduriz 86’ Raúl García |

### Gruppo K
| Pos | Squadra       | G | V | N | P | GF | GS | DG | Pt | Qualificazione                                   |  | LAZ | NIZ | ZUL | VIT |
| --- | ------------- | - | - | - | - | -- | -- | -- | -- | ------------------------------------------------ |  | --- | --- | --- | --- |
| 1   | Lazio         | 6 | 4 | 1 | 1 | 12 | 7  | +5 | 13 | Qualificazione ai sedicesimi di finale della UEL |  | —   | 1–0 | 2–0 | 1–1 |
| 2   | Nizza         | 6 | 3 | 0 | 3 | 12 | 7  | +5 | 9  | Qualificazione ai sedicesimi di finale della UEL |  | 1–3 | —   | 3–1 | 3–0 |
| 3   | Zulte Waregem | 6 | 2 | 1 | 3 | 8  | 13 | −5 | 7  |                                                  |  | 3–2 | 1–5 | —   | 1–1 |
| 4   | Vitesse       | 6 | 1 | 2 | 3 | 5  | 10 | −5 | 5  |                                                  |  | 2–3 | 1–0 | 0–2 | —   |

| Arbitro: | Liran Liany |

|                        |           |                                    |
| Matavž 33’ Linssen 57’ | Marcatori | 51’ Parolo 67’ Immobile 75’ Murgia |

| Arbitro: | Ali Palabıyık |

|                |           |                                                         |
| Leya Iseka 46’ | Marcatori | 16’, 20’ Pléa 28’ Dante 69’ Saint-Maximin 74’ Balotelli |

| Arbitro: | Harald Lechner |

|                          |           |  |
| Caicedo 18’ Immobile 90’ | Marcatori |  |

| Arbitro: | Aleksej Es'kov |

|                                 |           |  |
| Pléa 16’, 82’ Saint-Maximin 45’ | Marcatori |  |

| Arbitro: | Craig Thomson |

|              |           |                                      |
| Balotelli 4’ | Marcatori | 5’ Caicedo 65’, 89’ Milinković-Savić |

| Arbitro: | Ivan Bebek |

|                    |           |           |
| K'ashia 23’ (aut.) | Marcatori | 27’ Bruns |

| Arbitro: | Jesús Gil Manzano |

|                          |           |  |
| Le Marchand 90+2’ (aut.) | Marcatori |  |

| Arbitro: | Jevhen Aranovs'kyj |

|  |           |                         |
|  | Marcatori | 3’ (aut.) Dabo 70’ Kaya |

| Arbitro: | Ali Palabıyık |

|                  |           |             |
| Luis Alberto 42’ | Marcatori | 13’ Linssen |

| Arbitro: | Luca Banti |

|                                     |           |                |
| Balotelli 5’ (rig.), 31’ Tameze 86’ | Marcatori | 81’ Hamalainen |

| Arbitro: | Sandro Schärer |

|                |           |  |
| Castaignos 84’ | Marcatori |  |

| Arbitro: | Charalambos Kalogeropoulos |

|                                      |           |                       |
| De Pauw 6’ Heylen 60’ Leya Iseka 83’ | Marcatori | 67’ Caicedo 76’ Lucas |

### Gruppo L
| Pos | Squadra               | G | V | N | P | GF | GS | DG  | Pt | Qualificazione                                   |  | ZEN | REA | ROS | VAR |
| --- | --------------------- | - | - | - | - | -- | -- | --- | -- | ------------------------------------------------ |  | --- | --- | --- | --- |
| 1   | Zenit San Pietroburgo | 6 | 5 | 1 | 0 | 17 | 5  | +12 | 16 | Qualificazione ai sedicesimi di finale della UEL |  | —   | 3–1 | 3–1 | 2–1 |
| 2   | Real Sociedad         | 6 | 4 | 0 | 2 | 16 | 6  | +10 | 12 | Qualificazione ai sedicesimi di finale della UEL |  | 1–3 | —   | 4–0 | 3–0 |
| 3   | Rosenborg             | 6 | 1 | 2 | 3 | 6  | 11 | −5  | 5  |                                                  |  | 1–1 | 0–1 | —   | 3–1 |
| 4   | Vardar                | 6 | 0 | 1 | 5 | 3  | 20 | −17 | 1  |                                                  |  | 0–5 | 0–6 | 1–1 | —   |

| Arbitro: | Paolo Mazzoleni |

|                                                   |           |  |
| Llorente 9’, 77’ Zurutuza 10’ Skjelvik 41’ (aut.) | Marcatori |  |

| Arbitro: | Jakob Kehlet |

|  |           |                                                    |
|  | Marcatori | 6’, 21’ Kokorin 39’ Dzjuba 66’ Ivanović 89’ Rigoni |

| Arbitro: | Georgi Kabakov |

|                                                 |           |                   |
| Bendtner 25’ (rig.) Konradsen 56’ Hedenstad 68’ | Marcatori | 90+1’ Juan Felipe |

| Arbitro: | Andre Marriner |

|                            |           |              |
| Rigoni 5’ Kokorin 24’, 60’ | Marcatori | 41’ Llorente |

| Arbitro: | Aliyar Aghayev |

|  |           |                                                               |
|  | Marcatori | 12’ Oyarzabal 34’, 42’, 55’, 59’ Willian José 90’ de la Bella |

| Arbitro: | Tobias Stieler |

|                     |           |             |
| Rigoni 1’, 68’, 75’ | Marcatori | 88’ Helland |

| Arbitro: | Robert Schörgenhofer |

|                                         |           |  |
| Juanmi 31’ de la Bella 69’ Bautista 81’ | Marcatori |  |

| Arbitro: | Serdar Gözübüyük |

|                     |           |               |
| Bendtner 55’ (rig.) | Marcatori | 90+3’ Kokorin |

| Arbitro: | Daniel Stefański |

|  |           |               |
|  | Marcatori | 90’ Oyarzabal |

| Arbitro: | Bart Vertenten |

|                      |           |                 |
| Poloz 16’ Rigoni 43’ | Marcatori | 90+3’ Blaževski |

| Arbitro: | Liran Liany |

|                  |           |                                      |
| Willian José 58’ | Marcatori | 35’ Erochin 64’ Ivanović 85’ Paredes |

| Arbitro: | Serhij Bojko |

|          |           |                       |
| Ytalo 9’ | Marcatori | 45+2’ (rig.) Bendtner |

## Classifica marcatori
Dati aggiornati al 23 novembre 2017
| Gol | Rigori | Minuti giocati | Giocatore           | Squadra               |
| --- | ------ | -------------- | ------------------- | --------------------- |
| 6   |        | 369'           | Emiliano Rigoni     | Zenit San Pietroburgo |
| 6   |        | 405'           | André Silva         | Milan                 |
| 5   |        | 330'           | Aleksandr Kokorin   | Zenit San Pietroburgo |
| 4   | 1      | 450'           | Patrick Twumasi     | Astana                |
| 4   |        | 294'           | Willian José        | Real Sociedad         |
| 4   | 1      | 348'           | Mario Balotelli     | Nizza                 |
| 4   |        | 370'           | Alassane Pléa       | Nizza                 |
| 4   | 1      | 234'           | Fransérgio          | Braga                 |
| 4   | 1      | 450'           | Aritz Aduriz        | Athletic Bilbao       |
| 4   |        | 450'           | Davie Selke         | Hertha Berlino        |
| 3   | 1      | 370'           | Constantin Budescu  | FCSB                  |
| 3   |        | 184'           | Michael Krmenčík    | Viktoria Plzeň        |
| 3   |        | 277'           | Bertrand Traoré     | Olympique Lione       |
| 3   |        | 337'           | Roger Assalé        | Young Boys            |
| 3   |        | 270'           | Diego Llorente      | Real Sociedad         |
| 3   |        | 360'           | Manuel Fernandes    | Lokomotiv Mosca       |
| 3   | 1      | 269'           | Júnior Moraes       | Dinamo Kiev           |
| 3   |        | 315'           | Patrick Cutrone     | Milan                 |
| 3   |        | 361'           | Bryan Cristante     | Atalanta              |
| 3   |        | 360'           | Junior Kabananga    | Astana                |
| 3   |        | 270'           | Cédric Bakambu      | Villarreal            |
| 3   |        | 390'           | Jefferson Farfán    | Lokomotiv Mosca       |
| 3   |        | 446'           | Munas Dabbur        | Salisburgo            |
| 3   |        | 352'           | Benjamin Verbič     | Copenaghen            |
| 3   |        | 360'           | Christoph Monschein | Austria Vienna        |
| 3   |        | 360'           | Léandre Tawamba     | Partizan              |